# Proctoporus sucullucu
Proctoporus sucullucu är en ödleart som beskrevs av Doan och Castoe 2003. Proctoporus sucullucu ingår i släktet Proctoporus och familjen Gymnophthalmidae. Inga underarter finns listade i Catalogue of Life.
Arten förekommer i Anderna i Peru. Den vistas i regioner som ligger 3000 till 3300 meter över havet. Honor lägger ägg.